# El Nuevo Día (Puerto Rico)
El Nuevo Día es el periódico de mayor circulación en Puerto Rico. Fue fundado en 1909 en Ponce, Puerto Rico, y hoy es un subsidiario de GFR Media. Su sede se encuentra en Guaynabo, Puerto Rico.

## Historia

### El Día
El Nuevo Día se fundó en 1909 en la ciudad de Ponce con el nombre de «El Diario de Puerto Rico», más tarde cambió su nombre a «El Día» en 1911, un nombre que mantuvo durante casi siete décadas. Su fundador fue Guillermo V. Cintrón, con la ayuda de Eugenio Astol y Nemesio Canales. Su redacción estaba formada por Félix Matos Bernier, Juan Braschi, Nemesio R. Canales, Félix Astol y Eugenio Deschamps.
En 1928, Guillermo V. Cintrón vendió el periódico a Guillermo Vivas Valdivieso, quien formó un equipo editorial integrado por los tres hermanos Gil De Lamadrid (Jesús, Joaquín y Alfredo), Enrique Colón Barega y Julio Enrique Monagas, y publicó el periódico hasta 1945. Bajo su dirección, el periódico también comenzó a distribuirse en San Juan, Puerto Rico. El 8 de noviembre de 1945, el diario fue adquirido por el nativo de Ponce y el futuro gobernador Luis A. Ferré. Su junta directiva estaba compuesta por Raúl Matos Balaguer, Arturo Gallardo Guerrero, Miguel Sotero Palermo, Juan A. Wirshing y Luis A. Ferré. Después de que Ferré fuera elegido gobernador de Puerto Rico en 1968, su hijo mayor, Antonio Luis Ferré, compró el periódico a su padre. El eslogan del periódico era «Y vivamos la moral, que es lo que nos hace falta».

### El Nuevo Día
Dos años después, en 1970, Antonio Luis trasladó el periódico a San Juan y le cambió el nombre a «El Nuevo Día». El primer director del periódico bajo Antonio Luis Ferré fue Carlos Castañeda. Durante sus primeros años en San Juan, la sala de noticias de El Nuevo Día se ubicó en el edificio Torre de la Reina, cerca del parque Luis Muñoz Rivera en Puerta de Tierra. Posteriormente se trasladó, en 1986, a su actual ubicación en el municipio de Guaynabo.
El Nuevo Día continúa siendo propiedad y publicado por la familia Ferré. La actual presidenta del periódico es María Eugenia Ferré Rangel y el editor actual es Luis Alberto Ferré Rangel. A partir de 2006, El Nuevo Día es el periódico más leído en Puerto Rico, con una circulación diaria de 155 000.
Su principal competidor en términos de ventas es El Vocero. En cuanto al contenido, ambos artículos tienen formatos de noticias y audiencias algo diferentes. Si bien El Nuevo Día ha sido conocido en gran parte por sus informes políticos, El Vocero tradicionalmente ha adoptado un enfoque más de tabloide, dando mayor prominencia a las noticias sobre la delincuencia callejera diaria. Sin embargo, El Vocero luego comenzó a poner mayor énfasis en las noticias políticas y de negocios, convirtiéndolo en un competidor más directo de El Nuevo Día.
Además de sus secciones políticas y comunitarias, El Nuevo Día también tiene secciones de deportes, entretenimiento y negocios. Su anterior eslogan en su comercial de televisión decía: «El Nuevo Día: un gran periódico». El eslogan luego cambió a «El Nuevo Día: conocer es crecer».
De 2003 a 2008, El Nuevo Día tuvo una edición en Orlando llamada El Nuevo Día Orlando. Comenzó su publicación el 2 de septiembre de 2003 y se publicó entre semana. El 13 de noviembre de 2006, el periódico comenzó a circular de forma gratuita. El papel imprimió 25 000 copias diariamente. Un estudio mostró que el 96% de las personas que leen la edición de Orlando lo leen en casa. La edición de Orlando dejó de publicarse el 29 de agosto de 2008.

## Columnistas
- Benjamín Torres Gotay
- Eduardo Lalo
- Fernando Cabanillas
- Geovanny Vicente Romero
- Jaime Lluch
- José Curet
- Juan Zaragoza
- Mayra Montero
- Pedro Reina Pérez
- Rafael Cox Alomar
- Rosa Mercado
- Silverio Pérez